# Bjal brjag
Bjal brjag (bulgariska: Бял бряг) är ett distrikt i Bulgarien.   Det ligger i kommunen Obsjtina Smjadovo och regionen Sjumen, i den östra delen av landet, 300 kilometer öster om huvudstaden Sofia.
Trakten runt Bjal brjag består till största delen av jordbruksmark. Runt Bjal brjag är det ganska glesbefolkat, med 43 invånare per kvadratkilometer.